# Palacio de Eguarás
El palacio de Eguarás es un palacio renacentista del siglo XVI situado en Tarazona (Zaragoza). Su construcción fue promovida por Antonio de Guaras como residencia familiar. Actualmente es propiedad de la Diputación Provincial de Zaragoza.

## Ubicación
Está ubicado extramuros, junto a la Catedral de Tarazona. A pesar de su situación, distante del centro medieval de la ciudad y cercano a las tradicionales huertas y prados de Tarazona, la zona estaba urbanizada ya en época romana y albergaba importantes edificios, como han demostrado recientes excavaciones arqueológicas, que también explican la ubicación extramuros de la catedral.

## Historia
El palacio fue construido principalmente entre 1559 y 1562 por el mercader y diplomático Antonio de Guaras Cunchillos de Liori. 
El conjunto palaciego está formado por diferentes edificios y estructuras arquitectónicas independientes entre sí, distribuidas en torno a un patio renacentista cuadrado y de grandes dimensiones, semiabierto hacia el sur. Presenta columnas anilladas, típicas del renacimiento aragonés, y una galería superior abierta mediante arcos de medio punto de ladrillo, apoyados alternativamente en pilares también de ladrillo y columnillas toscanas.

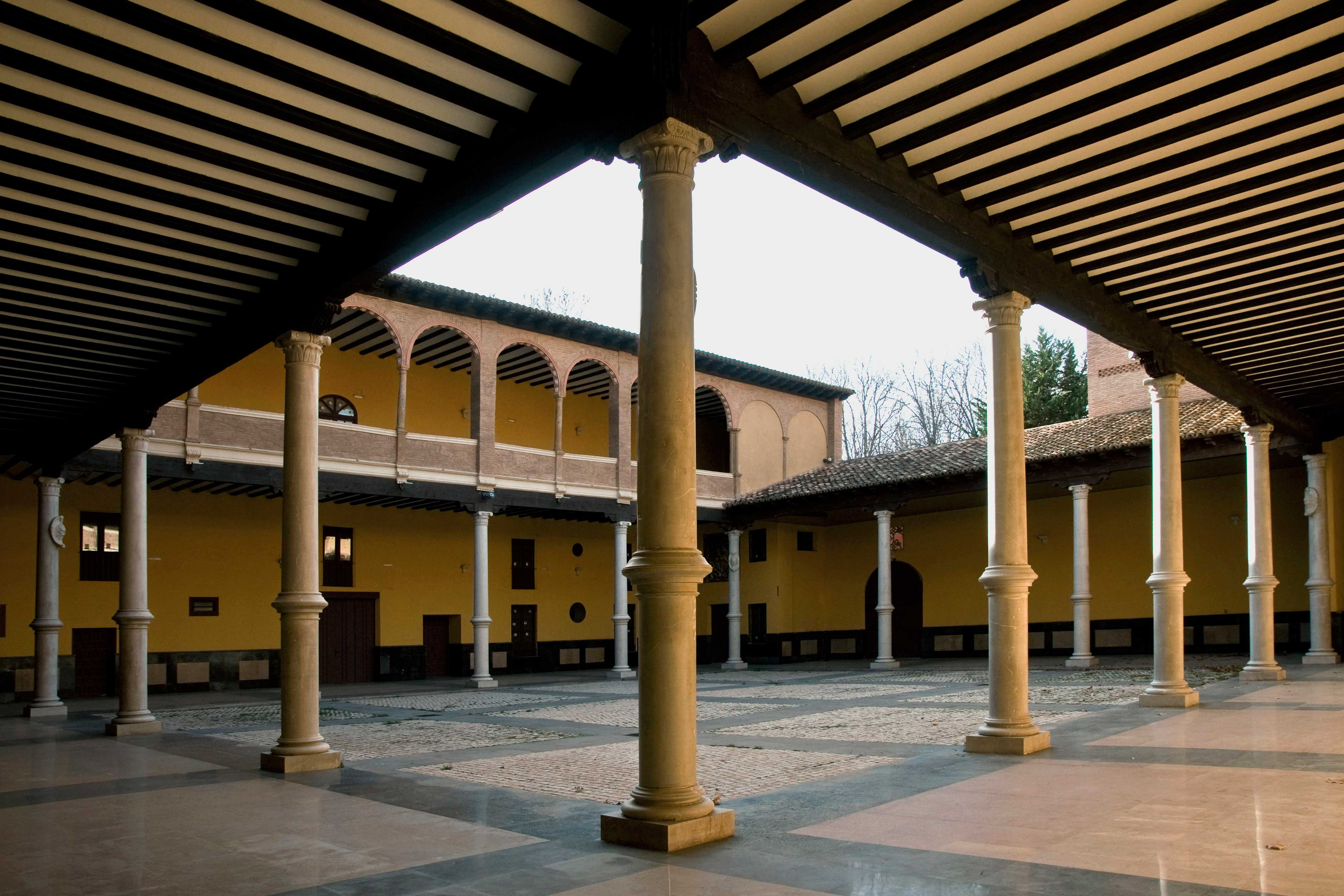
Patio renacentista con columnas anilladas y semiabierto al sur

En su construcción intervienen el entallador Alonso González, a quien se atribuye la decoración de aljez de una de las dos chimeneas conservadas, el francés Pierres del Fuego, quien pudo ocuparse de las divisas heráldicas que ostentan las columnas angulares del patio, el pintor Pietro Morone, que realizaría las pinturas murales italianizantes de al menos dos de las tres cámaras de la planta noble del ala septentrional y el cantero francés Guillaume Brimbeuf, encargado de las 13 columnas del patio, y quien también había trabajado en el palacio de los Condes de Morata de Jalón (Zaragoza) y en el palacio episcopal de Tarazona.
El complejo fue concebido como residencia familiar de los Guarás, linaje procedente de Tudela que se asienta en Tarazona tras la boda de Antón de Guarás con la turiasonense María Cunchillos de Liori, padres del promotor del palacio, Antonio de Guaras Cunchillos de Liori.
En el transcurso del siglo XVII la posición de la familia se consolida, ya que en julio de 1703 Felipe V distingue a Francisco Antonio de Eguaras y Pasquier nombrándolo I marqués de Eguaras. 
A finales del siglo XIX el palacio cambia de propiedad a los vizcondes de Alcira y es remodelado, ampliando la edificación hacia el jardín botánico que la bordea por el sur. En 1982 es adquirido por la Diputación Provincial de Zaragoza.

## Restauración y posibles usos
Desde 1986 el palacio ha experimentado intermitentes proyectos de restauración que todavía no han culminado, alternando espacios ya en buen estado de conservación con otros todavía muy alterados y deteriorados.
En el año 2000 se realizan unas excavaciones arqueológicas en las que se hallan fragmentos cerámicos romanos del siglo III, una moneda, restos de pinturas murales y los restos de la antigua canalización de la acequia del Orbo. 
En 2006 se rehabilita íntegramente el patio renacentista y en 2012 las fachadas que dan a la calle San Antón, a la plaza de la Seo y a la calle de los Laureles.
A lo largo de este proceso la institución provincial ha ido variando la posible función del edificio, desde sede de la comarca de Tarazona y el Moncayo, sede del Centro de Estudios Turiasonenses, biblioteca, cafetería, sala de exposiciones a hospedería y finalmente centro cultural. Sin embargo, ninguno de ellos ha llegado a culminarse y actualmente únicamente se utiliza el patio para actividades culturales muy puntuales, permaneciendo por tanto cerrado al público de forma general.